# Балада (филм)
„Балада“ е български игрален филм (драма) от 1982 година, по сценарий и режисура на Иван Черкелов.

## Състав
Не е налична информация за актьорския състав.